# Czescy posłowie do Parlamentu Europejskiego 2009–2014
Czescy posłowie VII kadencji do Parlamentu Europejskiego zostali wybrani w wyborach przeprowadzonych 5 i 6 czerwca 2009.

## Lista posłów
Wybrani z listy Obywatelskiej Partii Demokratycznej (ODS)
- Milan Cabrnoch
- Andrea Češková
- Hynek Fajmon
- Edvard Kožušník
- Miroslav Ouzký
- Ivo Strejček
- Evžen Tošenovský
- Oldřich Vlasák
- Jan Zahradil

Wybrani z listy Czeskiej Partii Socjaldemokratycznej (ČSSD)
- Zuzana Brzobohatá
- Robert Dušek
- Richard Falbr
- Vojtěch Mynář, poseł do PE od 23 lipca 2012
- Pavel Poc
- Libor Rouček
- Olga Sehnalová

Wybrani z listy Komunistycznej Partii Czech i Moraw (KSČM)
- Věra Flasarová, poseł do PE od 13 stycznia 2014
- Jaromír Kohlíček
- Jiří Maštálka
- Miloslav Ransdorf

Wybrani z listy Unii Chrześcijańskiej i Demokratycznej – Czechosłowackiej Partii Ludowej (KDU-ČSL)
- Jan Březina
- Zuzana Roithová

Byli posłowie VII kadencji do PE
- Jiří Havel (z listy ČSSD), do 8 lipca 2012, zgon
- Vladimír Remek (z listy KSČM), do 15 grudnia 2013, zrzeczenie